# Bothriembryon spenceri
Bothriembryon spenceri là một loài ốc nhiệt đới hô hấp trên cạn, là động vật thân mềm chân bụng có phổi sống trên cạn thuộc họ Bothriembryontidae. Đây là loài đặc hữu của Úc.